# Mistrzostwa Świata w Strzelaniu do Rzutków 1950
Mistrzostwa Świata w Strzelaniu do Rzutków 1950 – ósme mistrzostwa świata w strzelaniu do rzutków; rozegrano je w  Madrycie.
Były to pierwsze mistrzostwa od 11 lat (w międzyczasie, rzutki wchodziły w program ogólnych mistrzostw w strzelectwie), oraz pierwsze, na których rozegrano trzy konkurencje (wcześniej rywalizowano w dwóch): trap indywidualny, trap drużynowy oraz skeet indywidualny. Wiadomo, że w ostatniej z wymienionych rywalizować mogły też kobiety, gdyż brązową medalistką została Amerykanka Carola Mandel.
W klasyfikacji medalowej zwyciężyli reprezentanci Włoch.

## Klasyfikacja medalowa
Gospodarze mistrzostw
| Pozycja | Kraj              | Złoto | Srebro | Brąz | Łącznie |
| ------- | ----------------- | ----- | ------ | ---- | ------- |
| 1       | Włochy            | 2     | 1      | 1    | 4       |
| 2       | Stany Zjednoczone | 1     | 0      | 1    | 2       |
| 3       | Wielka Brytania   | 0     | 1      | 0    | 1       |
| 3       | Grecja            | 0     | 1      | 0    | 1       |
| 5       | Hiszpania         | 0     | 0      | 1    | 1       |

## Wyniki
| Konkurencja           | Złoto                                                      | Wynik    | Srebro                                                             | Wynik    | Brąz                                                           | Wynik    |
| Skeet (indywidualnie) | Gerard Batten                                              | 98 pkt.  | William Marriot                                                    | 94 pkt.  | Carola Mandel                                                  | 92 pkt.  |
| Trap (indywidualnie)  | Carlo Sala                                                 | 296 pkt. | Italo Bellini                                                      | 293 pkt. | Giulio Prati                                                   | 292 pkt. |
| Trap (drużynowo)      | Włochy Italo Bellini Giacomo Prati Giulio Prati Carlo Sala |          | Grecja Joanis Kutsis Jeorjos Kutsis Panajotis Linardakis Manfredis |          | Hiszpania Mascort Amigo Rafael de Juan Serrahima V. Sarasqueta |          |